# 德容街道
德容街道是中华人民共和国吉林省长春市南关区下辖的一个街道办事处。2023年3月17日行政区划调整。调整后，管辖范围为生态大街以东，天富路以南，新城大街以西，天新路以北。

## 行政区划
德容街道下辖以下村级行政区划单位：
福临社区、福盛社区、天富社区、齐家村、五四村。
2023年3月17日行政区划调整后，下辖天富、福盛、朗天、华府4个社区和齐家、五四2个村。